# Time Boss Родительский Контроль
Time Boss Родительский Контроль — условно-бесплатное приложение для осуществления родительского контроля и ограничения доступа детей в интернет к нежелательному контенту. Программа разработана российской компанией NiceKit и предназначена для использования родителями, желающими ограничить и контролировать действия своих детей на компьютере и в Интернете.

## Ограничение по времени проведённого за компьютером
С помощью Time Boss родители могут ограничить время, проведённое ребёнком за компьютером. Ограничить можно как по общему количеству времени, так и по конкретным часам дня, можно использовать гибкое расписание с учётом конкретных дней недели, дополнительного времени по выходным и т. п. Также можно обязать ребёнка делать перерывы для отдыха от компьютера через определённое время.
Ограничение по времени проведённого за компьютером

## Ограничение по времени проведённого в интернете
Подобным же образом можно ограничить время пользования ребёнком интернета, программ обмена сообщениями по интернету и времени пользования конкретных сайтов, например vk.com и т. п.

## Ограничение просмотра нежелательного содержимого в интернете
Time Boss имеет настраиваемый фильтр, который блокирует интернет-сайты с нежелательным содержимым. Дополнительно можно указать список сайтов, которые будут запрещены в любом случае (чёрный список). Можно так же назначить только те сайты, которые можно посещать (белый список), все остальные сайты будут запрещены.

## Ограничение использования игр
Time Boss позволяет ограничить по времени (и использовать перерывы) для любых игр (или групп игр), установленных на компьютере. Если необходимо, можно указать только игры, в которые можно играть на компьютере (белый список), остальные игры запускаться не будут.

## Журнал событий и снимков экрана
Данная программа родительского контроля ведёт информативный журнал событий о запущенных программах, посещенных и запрещённых интернет сайтах т.п. Архив снимков экрана компьютера даст полное представление о действиях ребёнка за компьютером. При необходимости можно настроить посылку обновлений журнала и снимков непосредственно на электронную почту родителя.

## Дополнительное время
Если нужно оперативно дать добавочное время ребёнку, например, после выполнения домашней работы, родитель может сделать это, сообщив ему раннее определённый в программе ключ приза. Призы состоит из текстового ключа и добавочного времени. Оперативно добавить время только на текущий день можно непосредственно из конфигуратора программы.

## Дополнительные возможности
Дополнительно программа защищает настройки компьютера, следит за системным временем, имеет систему предварительных оповещений и многое другое.

## Версия Time Boss Pro
Эта версия является сетевой версией Time Boss и позволяет подсоединяться и настраивать программу на компьютере ребёнка с компьютера родителя, если они соединены по сети (или через интернет). Также удалённо родитель может посмотреть журнал событий, снимки с компьютера ребёнка.
Основные функции Time Boss и Time Boss Pro, как программ родительского контроля, не отличаются.